# Промисловість Дніпропетровської області
Дніпропетровська область входить до складу Придніпровського економічного району.

Структура промисловості Дніпропетровщини

## Добувна промисловість
На території області обліковується 249 родовищ і 79 об'єктів обліку (з врахуванням комплексності) різноманітних корисних копалин, з яких 94 родовища і 43 об'єкти обліку розробляються. Мінерально-сировинна база області на 30,8% складається з корисних копалин паливно-енергетичного комплексу (нафта, газ, конденсат, кам'яне та буре вугілля), на 36,3% - із сировини для виробництва будівельних матеріалів, решта – це руди металів, а також питні, технічні та мінеральні підземні води.
Регіон багатий різноманітними корисними копалинами: серед них: Криворізький залізорудний басейн, Нікопольський марганцеворудний басейн, також є потужні родовища і поклади титанових і уранових руд, бокситів, нікелю і кобальту, виявлено запаси будівельного каменю.
Паливно-енергетичні ресурси представлені запасами кам'яного вугілля Західного Донбасу і бурого вугілля Дніпровського басейну, родовищами нафти і природного газу.
Основними галузями спеціалізації в добувній промисловості — видобування кам'яного вугілля, бурого вугілля, газу, залізних руд, марганцевих руд, титанових руд, нікелю і кобальту.

### Видобуток горючих
Дніпропетровська область володіє 51% усіх запасів вугілля України. Об'єм видобутку становить 17% від загального по державі. Головними центрами видобування кам'яного вугілля є Новомосковський, Павлоградський та Петропавлівський райони. Серед найбільших центрів виділяються Павлоград, Першотравенськ, Тернівка. Головними районами видобутку бурого вугілля є Верхньодніпровський, Петриківський та Синельниківський райони. Найбільші родовища: Верхньодніпровське, Новоолександрівське, Павлівське, Синельниківське. Найбільшим підприємством є ПАТ «ДТЕК Павлоградвугілля». Загалом в області розвідано 77 родовищ вугілля. Наразі діють 10 вугільних шахт.
В межах області відомо 16 родовищ вуглеводнів, більша частина яких комплексні, з них: чотири — газових, п’ять — газоконденсатних, 7 — нафтогазоконденсатних. Крім того, є підземне сховище газу — Пролетарське. У промисловій розробці знаходиться 11 родовищ, в розвідці — чотири. Серед нафтогазових родовищ виділяються Багатойське, Виноградівське, Голубівське, Гупалівське, Дмухайлівське, Кременівське, Левенцівське, Личківське, Михайлівське, Мусієнківське, Новоселівське, Перещепинське, Пролетарське, Рясківське, Східно-Голубівське, Східно-Новоселівське та Юр'ївське на півночі області.

### Видобуток металів
Залізні руди. Дніпропетровська область має 57% усіх запасів залізних руд України. Об'єм видобутку становить 77% від загального по державі. Головними центрами видобутку заліза є місто Кривий Ріг. 20 родовищ заліза знаходяться в промисловій розробці. Найбільшими підприємствами є:
- ПАТ «АрселорМіттал Кривий Ріг»
- ВАТ «Суха Балка»
- ПАТ «Центральний гірничо-збагачувальний комбінат»
- ПАТ «Північний гірничо-збагачувальний комбінат»
- ПАТ «Південний гірничо-збагачувальний комбінат»
- ПАТ «Інгулецький гірничо-збагачувальний комбінат»
- ТОВ «Восток-Руда»[1]
- ТОВ «Шиманівське Стіл»[1]

Марганцеві руди. Область має 28% усіх запасів марганцевих руд України. Об'єм видобутку становить 100% від загального по державі. Головними центрами видобутку заліза є Нікопольський та Томаківський райони. 3 родовища марганцю знаходяться в промисловій розробці. Найбільшим підприємством є ПАТ «Марганецький гірничо-збагачувальний комбінат».

Алюмінієві руди. Незважаючи на те, що на території області виявлено й оцінено декілька родовищ і рудопроявів бокситів, таких як Високопільське, Південно-Нікопольське, Девладівське, розробляється лише одне, середнє за розміром Високопільське родовище бокситів, розташоване у Широківському районі. Слід відзначити підвищений вміст скандію і галію у бокситах. Тут знаходяться 100% усіх запасів алюмінієвих руд. Одне родовище (Високопільське) знаходиться на стадії розробки.

Нікелеві та кобальтові руди. Область має 59% усіх запасів нікелю та 53% запасів кобальту України. Головними центрами розташування є Апостолівський та Софіївський райони. Загалом є чотири комплексних родовища силікатних руд нікелю і кобальту: Девладово, Червоний Яр (Софіївський район), Тернівське (Криворізький район), Нове (Нікопольський район). Родовища досить однотипові, невеликі за розмірами, бідні за вмістом нікелю і кобальту в руді. У цілому, мінерально-сировинна база цих руд незначна. Промисловість області задовольняє свої потреби у феронікелі та інших нікелевих сплавах переважно за рахунок імпорту.

Рідкісні метали. Дніпропетровська область має два великих за розмірами і кількістю розвіданих запасів титано-цирконієвих родовища - — Малишевське і Вовчанське, з яких інтенсивно розробляється Малишевське. На території області виявлені та в різній мірі оцінені родовища бокситів, руд свинцю та цинку. 3 родовища знаходяться в промисловій розробці, серед них Вільногірськ (уран, титан, гафній, ванадій, цирконій), Жовті Води (уран, скандій, ванадій), Просяна (титан, цирконій). Найбільшими підприємствами є:
- філіал «Вільногірський гірничо-металургійний комбінат»
- ПАТ «Кримський титан»[1]
- ТОВ «Восток-Руда»

Германій. Регіон володіє 22% усіх запасів германію України. Об'єм видобутку становить 59% від загального по державі. Головними центрами видобутку заліза є Павлоградський та Петропавлівський райони.

Золото. Золоторудні об’єкти області поки що вивчені слабо і охарактеризовані лише прогнозними ресурсами й початковими лабораторно-технологічними випробуваннями. Однак саме з ними пов'язані подальше становлення і розвиток золотодобувної промисловості держави. Особливий інтерес з цієї точки зору викликають зеленокам’яні структури Середньодніпровського блоку Українського щита.

Молібден. За результатами геологозйомочних робіт виявлена ціла низка рудопроявів молібдену, окремі з яких - Аннівське (П'ятихатський район), Олександрівське (Широківський район), Сергіївське (Солонянський район), оцінені як перспективні об'єкти для постановки на них спеціальних пошукових робіт. Першочерговим у зазначеному переліку є Сергіївський рудопрояв.

### Видобуток неметалів
Область володіє низкою розвіданих родовищ нерудної сировини для металургії, а саме вогнетривких глин, піску формувального, флюсових вапняків, доломіту, талько-магнезиту, високоглиноземної сировини.

Каолін. В області знаходиться 1/5 усіх запасів каоліну України. Об'єм видобування становить 14% від загальноукраїнського. Мається одне Просянівське каолінове родовище, яке належить ТОВ «Дніпро Каолін».

Вогнетривкі глини. Область має 10% українських запасів вогнетривких глин. Мається одне (П'ятихатське) родовище.

Кварцит. Область володіє 15% усіх кварцитів України. Рівень добування становить 7%. Маються 2 родовища у Васильківському районі.

Талько-магнезит. Область володіє 100% запасів талько-магнезитів України. Мається одне родовище (Правдинське), яке не використовується.

Будівельна сировина. У надрах Дніпропетровської області зосереджений цілий комплекс різноманітних корисних копалин, які застосовуються в промисловості будівельних матеріалів. Це вапняки і глини для виготовлення цементу, вапняки для випалювання на вапно, пісок будівельний, камінь облицювальний, будівельний і пиляний, глинисті породи для виробництва керамзиту та цегли.

Скляна сировина. Розвіданих родовищ скляної сировини в області не існує. Піски одержують на Верхньодніпровському ГЗК при вилученні рудних мінералів із корисної товщі Малишевського родовища. Іншим постачальником скляних пісків є Просянівський каоліновий комбінат.

Будівельне та облицювальне каміння. На території області розвідано 40 родовищ і чотири об'єкти обліку каменю будівельного, з яких 17 родовищ і 3 об'єкти обліку експлуатуються; чотири родовища каменю облицювального (три експлуатуються); один об'єкт обліку – каменю пиляного (експлуатується); 15 родовищ – будівельних пісків (1 родовище і 1 об'єкт обліку експлуатуються); два об'єкти обліку комплексних родовищ керамзитової сировини. В цілому проблема забезпеченості підприємств будівельної індустрії області керамзитовим гравієм не вирішена.

Цементна сировина. Як цементна сировина на території області використовуються вапняки, червоно-бурі глини та суглинки. Як мінеральні добавки до цементів можуть бути використані опоки та опоковидні глини. В області знаходиться одне Жовтокам'янське родовище цементної сировини.

### Підземні води
Питні та технічні підземні води в Дніпропетровській області для господарсько-питного і виробничо-технічного водопостачання розвідані на 24 ділянках. Об'єм добування мінеральних вод становить 5% від загальноукраїнського рівня. Найбільшими виробниками мінеральних вод є:
- ПАТ «Царичанський завод мінводи»
- ПАТ «Новомосковський завод мінводи»
- ПАТ «Ерлан»

Лікувальні грязі розвідані на ділянці Солонолиманського родовища, яка розробляється.

## Машинобудування
В Дніпропетровській області добре розвинена машинобудівна галузь, здебільшого важке і метало-містке машинобудування, верстатобудування, приладобудування, автомобілебудування. Підприємства машинобудування працюють як у великих , так й у середніх і малих містах. Головними центрами машинобудування є: Дніпропетровськ - тут зосереджено виробництво металургійного і гірничо-шахтного устаткування, транспортне машинобудування, металоконструкції, космічне машинобудування («Південмаш») та Кривий Ріг - гірничо-шахтне устаткування.

## Хімічна промисловість
Діють в області також підприємства хімічної промисловості. З підприємств хімічної промисловості варто виділити шинний завод в Дніпропетровську, ВАТ «Дніпроазот» у Кам'янського (синтетичний аміак, мінеральні добрива), Дніпропетровський лакофарбовий завод, Павлоградський хімічний завод (вибухові речовини).

## Будівельна промисловість
Будівельна промисловість включає виробництво будівельного каменю, залізобетонних конструкцій, цементу, гіпсу, облицювальних матеріалів.

## Харчова промисловість
Підприємства харчової промисловості розміщені по всій території області. Профілюючими галузями є масло-переробна, м’ясна, молочна, цукрова, борошномельно-круп’яна, хлібопекарська та кондитерська.
В регіоні вирощуються всі види агрокультур та щороку збирається до 3 мільйонів тонн зернових.
Виробництвом продуктів харчування і переробкою сільськогосподарських продуктів зайнято більше 130 основних підприємств.
Станом на 2021 рік в області виробляють (у % від загальнодержавного обсягу):
- 28% виробів ковбасних та подібних м’ясних ;
- 36,4% риби сушеної і в’яленої;
- 11,5% молока та вершків незгущених;
- 6,4% сиру свіжого неферментованого і невитриманого;
- 28,1% йогурту рідкого та сквашеного молока ароматизованого;
- 11% борошна;
- 12,5% хліба та хлібобулочних виробів.